# Mickey Leigh
Mickey Leigh (de son vrai nom Mitchell Hyman), est un musicien, auteur et compositeur américain, né à New York en 1954. Frère de Joey Ramone, chanteur du groupe de punk the Ramones, il est surtout connu pour être l'auteur du livre I Slept With Joey Ramone. Son style musical est comparé par certains spécialistes à du neogarage punk, mélangeant jazz, country et pop.

## Enfance
Mickey Leigh nait et grandit dans le quartier de Forest Hills dans le Queens au côté de son frère Jeffrey et de sa mère, Charlotte Lesher. Il se passionna très tôt pour la musique et en particulier pour la guitare électrique, qui devint, dès lors, son instrument de prédilection. Il forma son premier groupe à l'âge de 10 ans, The Overdose Of Sound. À 12 ans, il fit son premier enregistrement avec son deuxième groupe Purple Majesty. Et c'est à 14 ans qu'il rejoint le groupe d'un certain John Cummings, futur fondateur et guitariste des Ramones.

## Les Ramones
Dès le début, il assista à l’aventure Ramones, au côté de son frère, Joey Ramone. Il fut en effet très présent au sein du groupe, bien qu'il n'était pas membre officiel. On peut par exemple l'entendre faire les chœurs dans certaines chansons des Ramones, mais il était surtout chargé du travail en tournée.

## Carrière musicale
Mickey Leigh fut membre de nombreux groupes par la suite.
En 1977, il forma un groupe nommé Birdland, au côté du journaliste Lester Bangs. Grâce à cette formation, il put se produire dans les clubs punk les plus réputés de New-York, comme le CBGB ou le Max's Kansas City. Il enregistra même une maquette, sortie en 1986, sous le nom de Birdland with Lester Bangs.
En 1979, il fonda The Rattlers et enregistra un album, RATTLED!, paru en 1985, duquel est extrait le single On the Beach notamment. L'aventure musicale durera jusqu'à la séparation du groupe en 1988.
Après les Rattlers, Mickey Leigh fit partie de différents groupes, comme Crown The Good (1988), The Plug Uglies (au côté du chanteur Dick Manitoba, en 1992), mais aussi avec son frère, Joey Ramone, avec qui il enregistra le EP Sibling Rivalry, In a Family Way. En 1996, il enregistra l'album Never, avec son groupe STOP.

## Autres projets réalisés
Mickey Leigh est également connu pour ses articles parus dans des magazines musicaux comme Coney Island High Times (dont il fut éditeur), NY Waste (où il tenait la rubrique My Guitar is Pregnant) ou Audio Reviewand Time Out NY. En 2009, il publia son premier livre, I Slept with Joey Ramone (A Family Memoir), biographie posthume de son frère, Joey Ramone, décédé en 2001.
Il fut également producteur musical. En 2002, il produisit les chansons I Couldn't Sleep et Merry Christmas (I Don't Want to Fight Tonight) à l'occasion de la sortie de l'album posthume de Joey Ramone, Christmas, en édition limitée, par Sanctuary Records. En 2003, il dirigea le clip What a Wonderful World, extrait de l'album Don't Worry About Me, de Joey Ramone. C'est lui qui produit également le Joey Ramone Birthday Bash, en l'honneur de son frère, et ce, depuis 2001. Enfin, il est le fondateur de l'association Joey Ramone Foundation for Lymphoma Research.